# Aldemir da Silva Júnior
Aldemir da Silva Júnior, född 8 juni 1992, är en friidrottare från Brasilien. Han deltog vid olympiska sommarspelen 2012, olympiska sommarspelen 2016 och olympiska sommarspelen 2020.